# Gyula Juhász
Gyula Juhász (Seghedino, 4 aprile 1883 – Seghedino, 6 aprile 1937) è stato un poeta e giornalista ungherese.

## Biografia
Juhász entrò nel noviziato degli Scolopi a Vác, ordine che abbandonò per studiare latino alla Facoltà di Lettere.
In campo letterario esordì pubblicando le prime poesie sul Szegedi Napló. Da studente conobbe Mihály Babits, Dezső Kosztolányi e Gábor Oláh, e collaborò a molte riviste giovanili come A Tűz e Virágfakadás, quest'ultima fondata con Béla Endrődi. Non trovando lavoro come insegnante a Budapest, si spostò in diversi villaggi come Máramarossziget (1906–08), Nagyvárad (1908–11), Szakolca (1911–13) e Makó (1913– 17).
L'attrice Anna Sárváry fu la principale musa per i suoi componimenti d'amore. Subì per la prima volta un grave esaurimento nervoso nel 1914, che lo portò più volte al suicidio. Tornato a Budapest come giornalista, inviò i suoi componimenti ai principali quotidiani della città, come Magyarság e Est-lapok. Dal 1917 fino alla sua morte visse stabilmente a Seghedino, dove lavorò per la Regione meridionale oltre che a scrivere per i giornali locali.
Di stampo radicale, Juhász auspicava una profonda trasformazione politica e sociale del Paese. Nell'autunno del 1918 presiedette il Partito Radicale e negli anni del comunismo diresse il Teatro Nazionale di Seghedino. Negli anni successivi alla rivoluzione fu perseguitato e addirittura privato della pensione di insegnante. Morì suicida nel 1937.
Per tre volte vinse il Premio Baumgarten (1929, 1930, 1931).

## Le opere
Juhász fu autore di poesie, opere teatrali, schizzi, racconti umoristici e parodie. Scrisse il romanzo Orbán lelke ("L'anima di Orbán") e una biografia su István Tömörkény pubblicata postuma nel 1941.
- Új versek 1908-1914 ("Versi nuovi", 1914)
- Barletta, 1915 ("Sonetti Ungheresi",1915)
- Kèső szüret ("Vendemmia tardiva", 1918)
- Nefelejts ("Non ti scordar di me", 1921)
- Testamentom (1925)
- Hárfa ("Arpa", 1929)
- Fiatalok még itt vagyok! ("Giovani, ancora sono qui!", 1935)
- Összes művei ("Tutte le opere", 3 voll., 1963)